# Бернсдорф (Горња Лужица)
Бернсдорф (њем. Bernsdorf) град је у њемачкој савезној држави Саксонија. Једно је од 63 општинска средишта округа Бауцен. Према процјени из 2010. у граду је живјело 6.117 становника. Посједује регионалну шифру (AGS) 14625030.

## Географски и демографски подаци
Бернсдорф се налази у савезној држави Саксонија у округу Бауцен. Град се налази на надморској висини од 152 метра. Површина општине износи 43,7 km². У самом граду је, према процјени из 2010. године, живјело 6.117 становника. Просјечна густина становништва износи 140 становника/km².

## Међународна сарадња
| Мјесто | Држава    | Врста сарадње | Од    |
| ------ | --------- | ------------- | ----- |
|        | Француска | контакт       | 1991. |
| Ле Ру  | Белгија   | контакт       | 1991. |
| Пола   | Италија   | контакт       | 1991. |
| Извор  |           |               |       |